# Sebastián Zubieta
Sebastián Zubieta (* in Buenos Aires) ist ein argentinischer Komponist und Musikpädagoge.
Zubieta studierte Musik an der Universidad Católica Argentina und nahm privaten Kompositionsunterricht bei Gerardo Gandini und Mariano Etkin. An der Yale University studierte er Komposition bei Ezra Laderman, Alvin Singleton und Joseph Schwantner und Dirigieren bei Marguerite Brooks. Außerdem besuchte er Kurse für Komposition, Alte Musik und Musiktechnologie u. a. bei Martin Bresnick, Pedro Memelsdorff und Néstor Zadoff. Er unterrichtete Musikgeschichte an der Universidad de Buenos Aires, Komposition an der Universidad Nacional de La Plata, Music Appreciation am Centro de Arte y Tecnología in Argentina und der Yale University sowie Musikanalyse an der Yale School of Music.
Von 1991 bis 1993 war er Sänger und Arrangeur von craso error, einer Gruppe, die in ihrer Musik argentinische Folkmusik mit Rhythmen und Harmonik der Rockmusik verband. Weiterhin gründete er mit der Komponistin Suzanne Farrin und den Perkussionisten Jason Treuting und Lawson White die Gruppe für Neue Musik neithermusic, die neben eigenen Werken US-amerikanische Kompositionen aus der Zeit nach dem Zweiten Weltkrieg aufführt.

## Werke
- al fondo de esta tumba se ve el mar für Bassklarinette, Gitarre und Kontrabass (2007)
- ospedali di suoni anemici II für Klarinette und Fagott (2007)
- ospedali di suoni anemici I für Klarinette und Tonband (2007)
- Kniha Davidova für Violine, zwei Bratschen und Cello (2005–2006)
- Dos canciones für Stimme, Bratsche und Klavier (2005–2006)
- Cor di smalto für Klavier (2005)
- Caravana Rolidey für Saxophon und Klavier (2004)
- some were from sooner than that für Bratsche (mit Suzanne Farrin) (2004)
- Île amère für Sopran und Ensemble (2004)
- Quanto piace al mondo é breve sogno für Bratsche (2003)
- Four für Ensemble (2003)
- A very very tropical equator für Perkussionsquartett (2002)
- S’il’dissi mai für Violine (2002)
- CCXCIV für Sopran und Kontrabass (2002)
- Nether für Kammerensemble (2002)
- El ladrón de caballos für Flöte und Gitarre (2002)
- L für zwei Perkussionisten (2001–2002)
- el abigeo für Flöte (2001)
- His invisible fiancée für zwei Perkussionisten (2000–2001)
- Si la cintura es un junco für Orgel (2000–2001)
- Allegorical devices für Bratsche, Violine und Cello (2000–2001)
- Guadalquivir, como un alfanje für Orchester (2000)
- Pau que nasce torto für Flöte, Oboe, zwei Klarinetten, Horn, Trompete, Posaune, Klavier und Perkussion (1996–2000)
- Luna altera für Harfe, Perkussion, Cello und Bass (1999–2000)
- Sol blanco für Klavier und Orchester (1993–1999)
- El invisible für fünf Flöten (1998)
- Yo soy el chasirete für zwei Trompeten und Kontrabass (1997)
- ¿Yo soy el ruletero? für Piccoloflöte, Klarinette, Saxophon, Trompete, Horn, Posaune und Tuba (1997)
- Yo soy el mascalacachimba für Bratsche, Cello, Kontrabass und Perkussion (1996)
- Yo soy el ruletero für gemischten Kammerchor a cappella (1995)
- Santa María für Flöte, Klarinette, Posaune, Viola und Vibraphon (1993)
- Tot es niens für Frauenstimme (1992)
- No lo soñé für Männerstimme, Saxophon, Horn, Posaune, Perkussion und Klavier (1991)
- Cuarteto, Streichquartett (1991)
- Eliot Ness für Violine, Bratsche, Cello und Kontrabass (1990)
- Il refuchio impenetrábile chicuro für zwei Perkussionisten (1990)

## Quelle
- American Society - Sebastián Zubieta (Memento vom 9. Juli 2011 im Internet Archive)

| Personendaten    | Personendaten                              |
| ---------------- | ------------------------------------------ |
| NAME             | Zubieta, Sebastián                         |
| KURZBESCHREIBUNG | argentinischer Komponist und Musikpädagoge |
| GEBURTSDATUM     | 20. Jahrhundert                            |
| GEBURTSORT       | Buenos Aires                               |